# Arizona State Route 273
Die Arizona State Route 273 (kurz AZ 273) ist eine State Route im US-Bundesstaat Arizona, die in Nord-Süd-Richtung verläuft.
Die State Route beginnt an der Arizona State Route 260 westlich von Eagar und endet nördlich des Big Lakes an der Arizona State Route 261. Die Straße führt durch kaum besiedeltes Gebiet und trifft auch auf keine Orte. Sie dient hauptsächlich als Anfahrtsstraße zu Skigebieten in den White Mountains und als Zufahrt zum Big Lake. Der Abschnitt zwischen dem Sunrise und dem Big Lake ist nicht asphaltiert.